# The Anatomy of the Tongue in Cheek
The Anatomy of the Tongue in Cheek é o segundo álbum de estúdio da banda Relient K, lançado a 28 de Agosto de 2001.
No seguimento dos discos anteriores, as letras continuam a referir-se ao cristianismo e cultura pop. Passando pela fé em "Pressing On", adoração do divino em "Those Words Are Not Enough", "For The Moments I Feel Faint" e "Less Is More", não esquecendo o racismo em "Failure To Excommunicate".

## Faixas
Todas as faixas por Matt Thiessen, exceto onde anotado.
1. "Kick-Off" – 0:39
2. "Pressing On" – 3:29
3. "Sadie Hawkins Dance" – 2:57
4. "Down In Flames" – 4:07
5. "Maybe It's Maybeline" – 3:14
6. "Breakdown" – 3:45
7. "Those Words Are Not Enough" (Matt Hoopes) – 4:39
8. "For The Moments I Feel Faint" – 3:47
9. "Lion Wilson" - 0:36
10. "I'm Lion-O" – 2:55
11. "What Have You Been Doing Lately?" – 3:23
12. "May The Horse Be With You" – 2:17
13. "My Way Or The Highway...." – 3:47
14. "Breakfast At Timpani's" – 0:22
15. "The Rest Is Up To You" – 4:04
16. "Failure To Excommunicate" – 3:35
17. "Less Is More" – 7:17

## Créditos
- Matt Thiessen – Vocal, guitarra, piano
- Matt Hoopes – Guitarra, vocal de apoio
- Brian Pittman – Baixo
- Dave Douglas – Bateria, vocal de apoio